# Little Birthday
「Little Birthday」（リトル・バースデイ）は、日本の男性アイドルグループである光GENJIの楽曲。同グループの9枚目のシングルとして、1990年5月17日にポニーキャニオンからリリースされた。

## 背景
前作「荒野のメガロポリス」に引き続き、飛鳥涼（現・ASKA）が作詞と作曲を担当した。ASKAが光GENJIに提供した最後の楽曲となった。

## 音楽性
表題曲である「Little Birthday」のテーマは、所謂一般的な年1回の誕生日ではなく、それまでの閉塞感のある生活から新たな生き方を見出したことを「小さな誕生日」と表現しており、歌詞の内容は何かの比喩として抽象的な表現が多く、主に10代以下に向けた内容だったこれまでのシングル曲とは趣が大きく異っている。
カップリング曲である「な・な・なのなの時間割」は、GENJI（諸星和己・佐藤寛之・山本淳一・赤坂晃・佐藤敦啓）による楽曲。カップリングながらジャケットにも「Little Birthday」と同等の大きな文字で表記されており、両A面を思わせる装丁となっている。

## 記録
売上枚数は、公称で23,6万枚。

## チャート成績
1990年5月28日付オリコンシングルチャートに2位で初登場した。同時期にリリースされた氷室京介の「JEALOUSYを眠らせて」が1位を獲得したため、デビューからの連続1位獲得記録は前作「荒野のメガロポリス」までの8作でストップした。

## 収録曲
| #         | タイトル               | 作詞      | 作曲          | 編曲      | 時間 |
| --------- | ---------------------- | --------- | ------------- | --------- | ---- |
| 1.        | 「Little Birthday」    | 飛鳥涼    | 飛鳥涼 佐藤準 | 佐藤準    | 4:53 |
| 2.        | 「なななのなの時間割」 | 松岡康二  | 近藤達郎      | 近藤達郎  | 2:43 |
| 合計時間: | 合計時間:              | 合計時間: | 合計時間:     | 合計時間: | 7:36 |

| #         | タイトル                                     | 作詞     | 作曲・編曲    | 時間 |
| --------- | -------------------------------------------- | -------- | ------------- | ---- |
| 1.        | 「Little Birthday」                          | 飛鳥涼   | 飛鳥涼 佐藤準 | 4:53 |
| 2.        | 「なななのなの時間割」                       | 松岡康二 | 近藤達郎      | 2:43 |
| 3.        | 「Little Birthday」(オリジナル・カラオケ)    |          |               | 4:53 |
| 4.        | 「なななのなの時間割」(オリジナル・カラオケ) |          |               | 2:43 |
| 合計時間: | 合計時間:                                    | 15:12    |               |      |

## 参加ミュージシャン
| Little Birthday - Manipulator：松武秀樹 - Keyboard：佐藤準 - Guitar：今剛 - Chorus：曳田修, 鈴木弘明, 森の木児童合唱団 | なななのなの時間割 - Manipulator：美島豊明 - Keyboard：近藤達郎 - Guitar：浦山秀彦 |

## メディアでの使用
| # | 曲名                   | タイアップ                         | 出典 |
| - | ---------------------- | ---------------------------------- | ---- |
| 2 | 「なななのなの時間割」 | エスキモー「クリスピーナ」CMソング |      |

## リリース履歴
| 規格  | 発売日        | レーベル         | 品番       |
| ----- | ------------- | ---------------- | ---------- |
| 8cmCD | 1990年5月17日 | ポニーキャニオン | PCDA-00080 |
| CT    | 1990年5月17日 | ポニーキャニオン | PCSA-00057 |